# Crataegus johnstonii
Crataegus johnstonii är en rosväxtart som beskrevs av James Bird Phipps. Crataegus johnstonii ingår i Hagtornssläktet som ingår i familjen rosväxter. Inga underarter finns listade i Catalogue of Life.